# 江戸見坂 (松戸市)
江戸見坂（えどみざか）は、千葉県松戸市馬橋にある坂である。

## 概要
馬橋駅の東側を南北に通る旧水戸街道のうち、万満寺門前から国道6号八ヶ崎交差点までの坂道を指す。
坂上の八ヶ崎が台地上に位置するのに対し、坂下の馬橋は江戸川沿いに広がる低地に位置するため、その昔、高層建築や江戸川に堤防が築かれていなかった江戸時代には眺めが良く、この坂から江戸の町を見ることができたことから江戸見坂の名がついた。